# Экономика Северной Македонии
Северная Македония обрела независимость в сентябре 1991 года. Её экономика была наименее развитой по сравнению с другими бывшими югославскими республиками, особенно по сравнению со Словенией и Хорватией. В 1990—1993 году в Республике Македония прошла программа приватизации. В последующие годы Правительством Македонии было проведено ряд реформ в финансовом секторе. Северная Македония сохраняет макроэкономическую стабильность в условиях низкой инфляции и невысокого государственного долга, но отстаёт в области привлечения иностранных инвестиций и создания рабочих мест.
Согласно опубликованному 31 октября 2018 года рейтингу Доклада «Ведение бизнеса» на 2019 год Северная Македония заняла 10-е место, получив тем самым наивысший рейтинг среди стран региона Европы и Центральной Азии после Грузии (6-е место).

## Экономический рост
Ряд факторов (невозможность вести свободную торговлю с бывшими югославскими республиками; эмбарго, введённое Грецией; санкции ООН против Югославии; отсутствие инфраструктуры) препятствовали экономическому росту бывшей югославской Республики Македонии в первой половине 1990-х годов. Экономический рост наметился в стране только в 1996 году. Рост ВВП наблюдался вплоть до 2000 года.
В 2001 году из-за межэтнического конфликта, произошедшего в Республике Македония, рост экономики снизился до 4,5 %. Спад в экономике произошёл вследствие периодического закрытия границ, снижения объёмов торговли с другими странами, увеличением расходов государственного бюджета на госбезопасность и отказа инвесторов вкладывать в страну с нестабильной политической ситуацией. В 2002 году наблюдался экономический рост на уровне 0,3 %, а в 2003 году — 2,8 %. За период с 2003 года по 2006 год средний показатель экономического роста составил 4 %, за 2007—2008 годы — 5 %.
В 2009 году ВВП в стране по оценкам составил 9,238 млрд долларов, экономический рост снизился до −1,8 %. Валовой внутренний продукт по секторам составил: сельское хозяйство — 12,1 % ВВП, промышленность — 21,5 %, сфера услуг — 58,4 %.

## Государственные финансы
Доходы государственного бюджета в 2009 году составили 2,914 млрд долларов, расходы — 3,161 млрд долларов. Государственный долг Республики Македония вырос в 2009 году по сравнению с 2008 годом на 3,7 % и составил 32,4 % от ВВП. Внешний долг страны по оценкам на 31 сентября 2009 года достиг 5,458 млрд долларов, что на 0,8 млрд долларов больше, чем в прошлом году.

## Сельское хозяйство

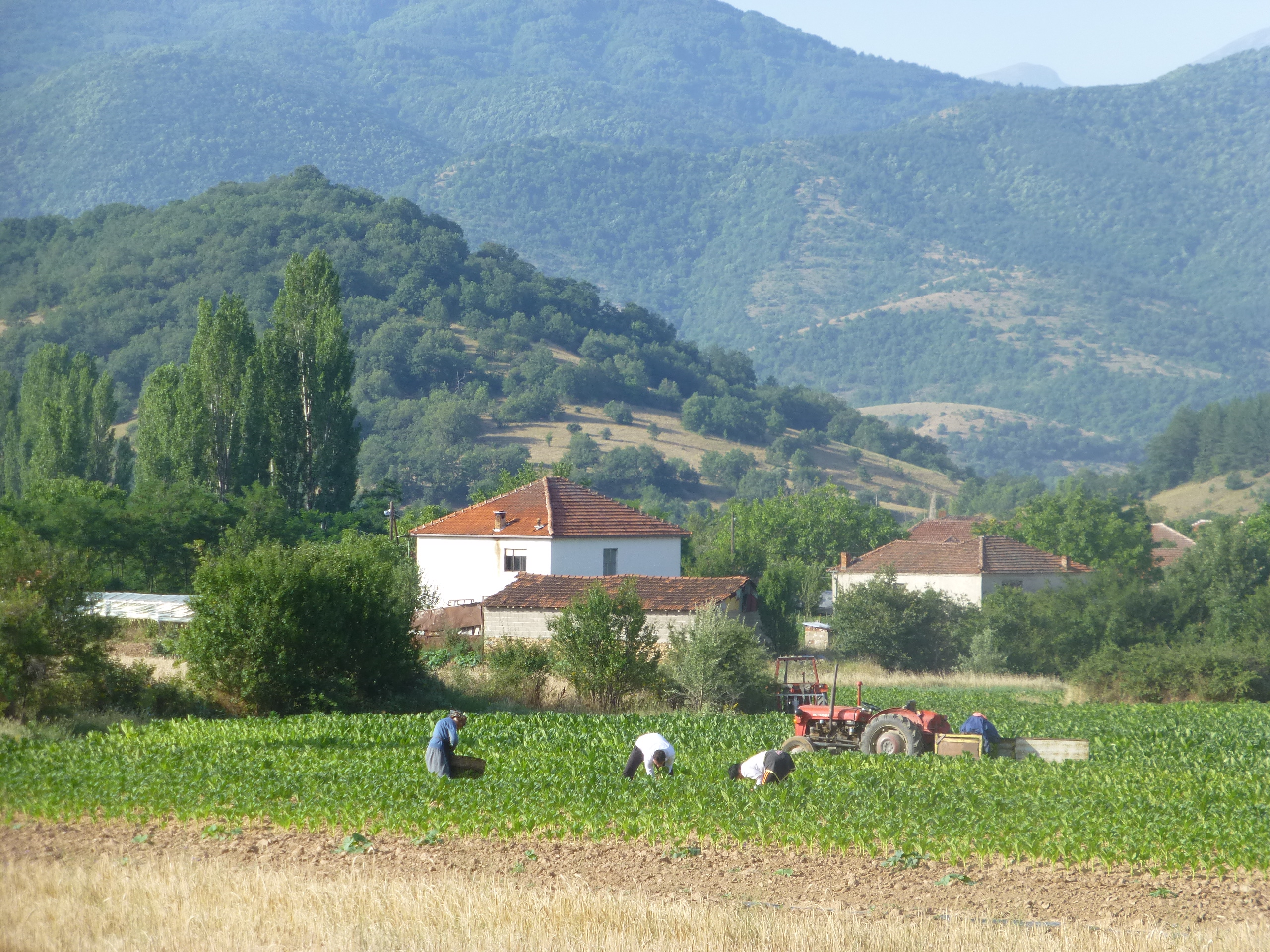
Сбор урожая табака (село Лопатица, Битольская община)

Хорошие климатические условия позволяют выращивать в стране зерновые культуры (пшеницу, кукурузу, рис), технические культуры (табак, подсолнечник, хлопок, мак), овощи и фрукты. В Северной Македонии развито виноградарство и виноделие.
В горных районах развито пастбищное животноводство. Население разводит овец, коз, Крупный рогатый скот, свиней. В стране есть также птицеводство и пчеловодство. Жители озёрных районов занимаются рыболовством.
Ведущими отраслями в сельском хозяйстве Северной Македонии являются: выращивание табака, овощеводство, плодоводство, овцеводство.

## Промышленность
Рост промышленного производства в Республике Македония в 2009 году резко упал до уровня −7,7 %. В стране выделяют следующие ведущие отрасли промышленности: табачную, винодельческую, текстильную.

### Добывающая промышленность
В стране имеются незначительные запасы рудных и нерудных полезных ископаемых: железной, свинцово-цинковой, никелевой, медной и марганцевой руды, хромитов, магнезита, сурьмы, мышьяка, серы, золота, бурого угля, полевого шпата, доломита, гипса.
| Полезные ископаемые | 2007 год  | 2008 год  | 2009 год  |
| ------------------- | --------- | --------- | --------- |
| Бурый уголь         | 6 569 220 | 7 669 103 | 7 395 915 |
| Медные руды         | 4 109 464 | 4 239 500 | 3 766 500 |
| Концентрат меди     | 33 467    | 38 337    | 35 430    |
| Концентрат свинца   | 48 702    | 67 401    | 63 227    |
| Концентрат цинка    | 61 913    | 77 473    | 77 296    |

### Химическая промышленность
Химическая промышленность Северной Македонии базируется в основном на импортном сырье. Крупный химический комбинат находится в Скопье. Развитию химической отрасли способствуют иностранные инвестиции (США — в фармацевтическую промышленность, Турции — в производство горюче-смазочных материалов и пластмасс, Италии — в производство технического стекла). Имеется целлюлозно-бумажная промышленность.

### Текстильная промышленность
Основные центры текстильной промышленности — Тетово (производство шерстяных тканей), Штип (хлопчатобумажный комбинат), Велес (шёлкоткацкий комбинат). Производят преимущественно готовую, в том числе трикотажную, одежду, покрывала, постельное бельё, искусственный мех, одеяла, хлопчатобумажные нитки, шерстяную пряжу, ткани, ковры. Кожевенная и кожевенно-обувная промышленность работает в основном на привозном сырье и в значительной мере развивается благодаря инвестициям итальянской и итало-американской компаний.

## Внешняя торговля
Объём экспорта в 2016 году оценивался в 5,46 млрд долларов США. Страна вывозит химические товары, машины и оборудование, металлургическую продукцию и полуфабрикаты, табак, вина, фрукты и овощи, текстильные изделия. Основные партнёры по экспорту: Германия (2,27 млрд долларов США), Сербия (0,393 млрд долларов США), Болгария (0,266 млрд долларов США), Чехия (0,261 млрд долларов США) и Греция (0,221 млрд долларов США).
Объём импорта достиг в 2016 году суммы в 7,03 млрд долларов США. Северная Македония ввозит машины и оборудование, химические продукты, топливо и продукты питания. Основные партнёры по импорту: Германия (869 млн долларов США), Великобритания (738 млн долларов США), Сербия (568 млн долларов США), Греция (510 млн долларов США) и Китай (430 млн долларов США).
Основным внешнеторговым партнёром Северной Македонии по состоянию на 2014 год являлся Европейский союз. Объём внешней торговли на 2014 год — 12,211 млрд долларов. Географическое распределение внешней торговли Северной Македонии (на 2014 год):
- Страны Европейского союза — 69,0 % (8404 млн долларов).
- Китай — 4,3 % (525 млн долларов)
- Турция — 3,6 % (442 млн долларов)
- Страны Америки — 3,3 % (405 млн долларов)
- Россия — 1,5 % (182 млн долларов)
- Страны Африки — 0,7 % (84 млн долларов)

## Инфраструктура
Северная Македония по своему положению является континентальной страной в середине Балканского полуострова, и основными транспортными связями в стране являются те, которые соединяют различные части полуострова. Особенно важна связь, которая соединяет Грецию с остальной Европой.
Общая протяженность железнодорожной сети в Северной Македонии составляет 699 км. Наиболее важной железнодорожной линией является линия на границе с Сербией, которая далее идет через македонские города Куманово-Скопье-Велес-Гевгелия до границы с Грецией. Самым важным железнодорожным узлом страны является Скопье, а два других — города Велес и Куманово.
Через Охрид и Преспанское озеро развито только озерное движение, в основном в туристических целях.
В Северной Македонии насчитывается 17 аэропортов, из которых 11 с твердым покрытием. Среди них есть два аэропорта международного значения — Международный аэропорт Скопье и Охридский аэропорт «Святой Апостол Павел».

## Газовая отрасль
На апрель 2023 года ведётся строительство газового интерконнектора между Грецией и Македонией для диверсификации поставок газа. Строительство планируется завершить к 2025 году.

## Трудовые ресурсы и занятость
Самая большая проблема (как и в других еще относительно бедных странах Европы: России, Украине, Белоруссии и т.д.), увеличивающийся с каждым годом дефицит трудоспособной рабочей сила, и рост количества пенсионеров, в связи с низкой рождаемостью и высокой эмиграцией населения в другие, более богатые, страны мира. Особенно сложная ситуация с растущим демографическим кризисом во многих развивающихся странах Европы и Азии: Северной Македонии, Молдавии, Белоруссии, Украине, России, Китае, Таиланде, и т.д. В этих стран обычный демографический кризис свойственный развитым странам усугубляться, часто ещё большим уменьшением официально работающей доли трудоспособного населения, в связи с обширной неформальной, теневой экономикой, ещё более низкой рождаемостью, ещё большей безработицей, ещё большем ростом пенсионеров в связи с меньшими здоровыми годами активной трудоспособной жизни, что вкупе с активной эмиграции молодого, экономически активного и самого трудоспособного населения в более богатые страны мира, приводит к замедлению экономического роста стран, и как следствия к замедлению роста зарплат и уровня жизни в странах, что в свою очередь замедляет сближение уровня жизни в развивающихся странах к уровню жизни развитых. Богатые развитые страны Европы и Азии, часто решают проблему демографического кризиса, просто увеличивая квоты на ввоз большего числа иностранной рабочей силу, что в свою очередь бедные, экономические не привлекательный, как для квалифицированной, так и не квалифицированной иностранной рабочей силы, развивающиеся страны себе позволить не могут. Как пример, экономика Северной Македонии может столкнуться с широко обсуждаемой проблемой, Северная Македония может постареть быстрее, чём её население разбогатеет, что может привести к замедлению роста уровня жизни в Северной Македонии и сближения её по зарплатам с другими развитыми и богатыми экономками Азии и Европы: Японией, Республикой Корея, Китайской Республикой, Швейцарией, Германией, Францией, Норвегией, Словенией и т.д. В худшем случае это может привести к экономическому застою, подобному японскому, наблюдаемому в Японии уже два десятилетия. Но с учётом, что Япония является экономически развитой, богатой страной, с высокими зарплатами, а Северная Македония лишь развивающейся.

## Доходы населения
Минимальный размер оплаты труда на 2017 год составил 14 424 денара, что составляет 231 евро. С 1 января 2019 года минимальный размер оплаты труда составил 17 370 денаров брутто (€282,38), 12 165 денаров нетто (€197,76). Индекс Кейтца (соотношение между минимальной и средней заработной платы в стране) в Македонии по состоянию на 2019 год (средняя 36 488 денаров и минимальная 17 370 денаров) составляет около 47,6 %. С 1 апреля 2021 года минимальный размер оплаты труда составил 22 146 денаров брутто (€360,06) и 15 194 денаров нетто (€247,03). С 1 апреля 2022 года минимальный размер оплаты труда составил 26 422 денаров брутто (€431,00) и 18 000 денаров нетто (€293,62). С 1 апреля 2023 года минимальный размер оплаты труда составил 29 739 денаров брутто (€483,80) и 20 175 денаров нетто (€328,21). С 1 апреля 2024 года минимальный размер оплаты труда составил 33 352 денара брутто (€542,12) и 22 567 денаров нетто (€366,81).